# 豊田市立井郷中学校
豊田市立井郷中学校（とよたしりつ いさとちゅうがっこう）は、愛知県豊田市井上町一丁目にある公立中学校。豊田市で20番目の中学校として開校した。本校は学校生活を向上させるための委員会活動、ボランティア活動を行う「WE　LOVE　いさと中学校」、地域と一体となり、地域の貢献する活動を行う「WE　LOVE　いさと活動」という活動を行っている。

## 沿革
- 1986年（昭和61年） - 豊田市立猿投台中学校から分離して開校。

## 校訓
「切磋琢磨」
- 自ら考え、進んで実行する生徒　＜磨き合う＞
- 礼儀正しく、思いやりのある生徒　＜励まし合う＞
- 心身ともにたくましく、活力のある生徒　＜鍛え合う＞

## 通学区域
以下の小学校区。
- 豊田市立井上小学校
- 豊田市立四郷小学校

## 周辺
- 豊田市運動公園
- 名鉄三河線 猿投駅
- 愛知環状鉄道 四郷駅
- 豊田市立井上小学校
- 豊田市立四郷小学校
- 国道419号
- 愛知県道・岐阜県道11号豊田明智線
- 愛知県道58号名古屋豊田線
- 愛知県道347号猿投停車場線
- 愛知県道348号西中山越戸停車場線

## 近隣施設
- 井上公園
- 猿投台交番
- 猿投コミュニティセンター